# Gare de Châteaulin-Ville
Ne doit pas être confondu avec Gare de Châteaulin-Embranchement.
La gare de Châteaulin-Ville est une gare ferroviaire française du Réseau breton, aujourd’hui fermée, de la ligne de Port-de-Carhaix à Camaret, située sur le territoire de la commune de Châteaulin, dans le département du Finistère, en région Bretagne.

## Situation ferroviaire
La gare de Châteaulin-Ville était située au point kilométrique (PK) 55 de l’ancienne ligne de Carhaix à Camaret-sur-Mer via la gare de Châteaulin-Embranchement et faisant partie du Réseau breton.

## Histoire
La gare fut bâtie en 1905 et fut reliée à la gare de Châteaulin-Embranchement l'année suivante par le nouveau pont ferroviaire.
En 1964 la gare cesse d'être utilisée avec la fermeture de la ligne.
La gare est aujourd’hui reconvertie en « maison du vélo ».

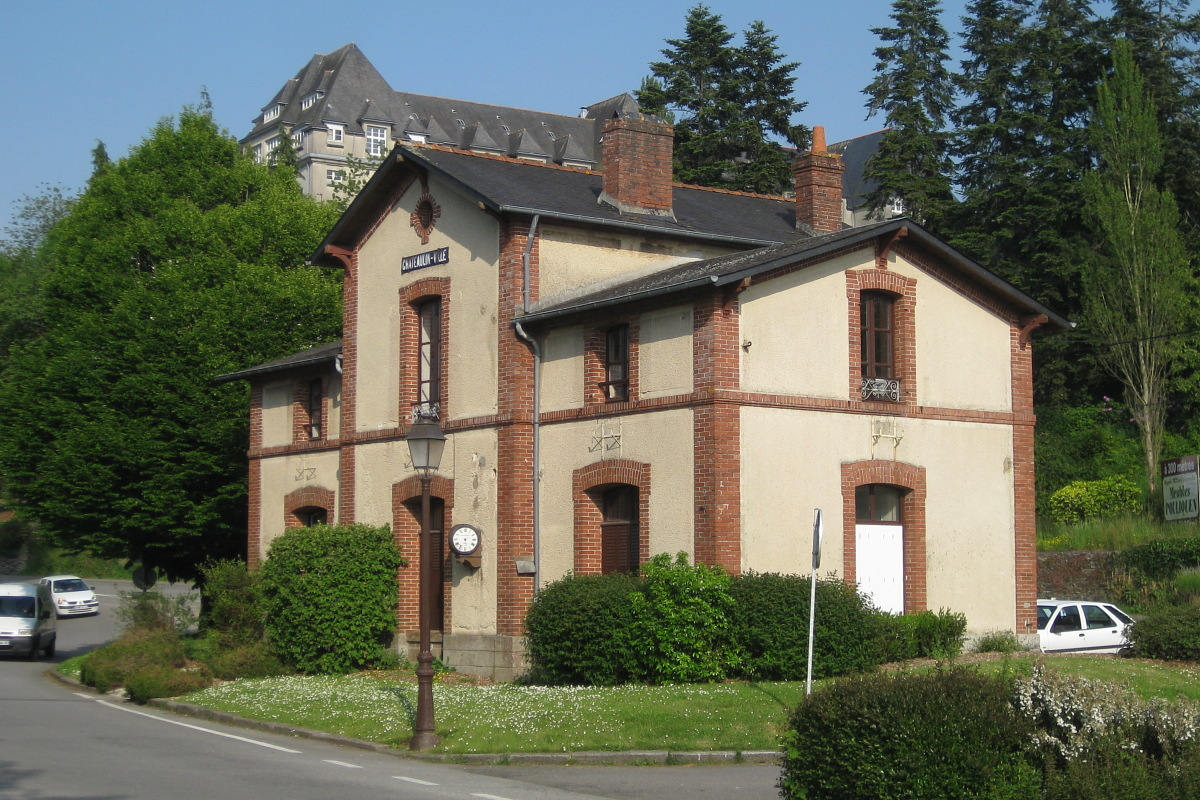
L'ancien bâtiment voyageurs de la gare de Châteaulin-Ville vue de l'emprise des anciennes voies.